# Vertisole
Vertisole (Wertisole) - rząd gleb w systematyce gleb Polski z 2011 r. charakteryzujący się ciężkim uziarnieniem z przewagą pęczniejących minerałów ilastych, a przez to cyklicznymi znacznymi, zmianami objętości gleb (pęcznienie i kurczenie).

## Charakterystyka
Vertisole zawierają > 30% frakcji iłu, składającej się głównie z pęczniejących pod wpływem wody minerałów ilastych typu 2:1 (z grupy smektytu (gł. montmorillonitu) i illitu). Okresowe wysychanie i nawilżanie materiału glebowego powoduje cykliczne zmiany jego objętości. Podczas wysychania tworzą się głębokie szczeliny, a materiał na powierzchni kruszy się do struktury ziarnistej i wpada do tych szczelin. W okresie opadów woda deszczowa wpływa do szczelin i powoduje pęcznienie materiału. Powoduje to wewnętrzne naprężenia, ściskanie i wypychanie ku górze materiału w formie poligonów pomiędzy szczelinami. Powstaje przez to charakterystyczna rzeźba z, dochodzącymi do kilkudziesięciu cm, wyniesieniami i obniżeniami zwana mikrorzeźbą „gilgai”. Naprężenia wewnątrz profilu powodują, że pryzmatyczne elementy podczas wypychania ocierają się o siebie przez co powstają gładkie, lśniące tzw. powierzchnie ślizgu (ang. slickensides).
Poziomem diagnostycznym vertisoli jest endopedon vertic (Bi).

## Występowanie
W Polsce vertisole występują w niewielkich enklawach w różnych regionach kraju. Vertisole próchniczne znane są pod nazwą smolnice. Powstały one z węglanowych iłów plejstoceńskich i można je spotkać w okolicach Pyrzyc, Gniewu nad Wisłą, a także Kętrzyna i Reszla. Vertisole powstałe z iłów neogeńskich występują m.in. w okolicach Poznania i Osieka nad Notecią.
Gleby podobne do polskich Vertisoli i klasyfikowane wg systematyki WRB i USDA Soil Taxonomy jako Vertisols można spotkać na całym świecie. Najpowszechniejsze są w strefie klimatyczno-glebowej strefie przejściowej pasa tropikalnego i ogólnie opisywane jako czarne gleby tropikalne. Ich największe powierzchnie występują w środkowych Indiach (tzw. czarne gleby bawełniane lub regury), wschodniej Australii (tzw. gilgai), południowo-wschodnim Sudanie i wschodnim Sudanie Południowym (tzw. badoby). Do niedawna traktowano je jako gleby strefowe, ale ostatnio coraz częściej łączy się je z występującymi na całym świecie glebami śródstrefowymi o bardzo drobnym uziarnieniu i przewadze pęczniejących minerałów ilastych z grupy smektytów (np. bałkańskie i polskie smolnice, włoskie terra nera, rosyjskie slitoziemy, amerykańskie vertisole).

## Systematyka
Rząd vertisole w systematyce gleb Polski z 2011 r. posiada trzy typy gleb:
- Rząd 9. Vertisole (V)
  - Typ 9.1. Vertisole dystroficzne (VD)
  - Typ 9.2. Vertisole eutroficzne (VE)
  - Typ 9.3. Vertisole próchniczne (VP)

- Vertisole dystroficzne w wierzchniej 50 cm warstwie mają przynajmniej 25 cm o pH <5,0 w wodzie i nasyceniu kompleksu sorpcyjnego kationami zasadowymi <50%. Poziomem próchnicznym najczęściej jest ochric. Układ poziomów: O-A-Bi-Ci lub Ap-Bi-Ci
- Vertisole eutroficzne w wierzchniej 50 cm warstwie mają pH >5,0 w wodzie oraz węglany do głębokości 100 cm. Poziomem próchnicznym najczęściej jest ochric. Układ poziomów: O-A-Bi-Cik lub Ap-Bi-Cik
- Vertisole próchniczne posiadają miąższy, 30-50 cm poziom próchniczny o ciemnej barwie i znacznej ilości materii organicznej. Pomijając kryterium struktury spełnia on warunki poziomu mollic, rzadziej umbric i powinien wykazywać dodatnią reakcję z α-α-dipirydylem (wskazując na warunki redukcyjne). Poniżej 40 cm zazwyczaj są widoczne wyraźne cechy redoksymorficzne. W literaturze gleboznawczej w Polsce takie gleby są znane jako „smolnice”, „czarne ziemie gniewskie” lub „czarne ziemie kętrzyńskie”. Układ poziomów: O-A-Big-Cig lub Ap-Big-Cig

Vertisole są nowo powstałym rzędem w Systematyce gleb Polski z 2011 r. W systematyce gleb Polski z 1989 r. były one różnie klasyfikowane, m.in. jako czarne ziemie.
Zarówno w klasyfikacji gleb WRB jak i amerykańskiej USDA Soil Taxonomy Vertisole są klasyfikowane jako Vertisols (mimo iż obejmują one mniej więcej takie same gleby każda z tych taksonomii wydziela je niezależnie na podstawie własnych wytycznych).